# Amphipsyche bifasciata
Amphipsyche bifasciata is een schietmot uit de familie Hydropsychidae. De soort komt voor in het Oriëntaals gebied.